# Ogorodni (Krasnodar)
|  | Per a altres significats, vegeu «Ogorodni». |

Ogorodni - Огородный (rus) és un possiólok del krai de Krasnodar, a Rússia. És a 10 km al sud de Primorsko-Akhtarsk i a 120 km al nord-oest de Krasnodar.
Pertany a la ciutat de Primorsko-Akhtarsk.